# Gozdnato močvirje (Ruisdael)
Gozdnato močvirje (ok. 1660) je olje na platnu nizozemskega krajinskega slikarja Jacoba van Ruisdaela. Je primer nizozemskega slikarstva zlate dobe in je zdaj v zbirki muzeja Ermitaž v Sankt Peterburgu v Rusiji.
To platno predstavlja močvirje v senci zvitih dreves. Kromatični toni pokrajine, od rjave do temno zelene, se jasno razlikujejo od ostalih: azurno nebo z nekaj brezhibnimi oblaki. Na reki, ki v daljavi prečka močvirje, opazimo postavo, ki stoji na čolnu s palico. Pod drevesi so bele race pripravljene odleteti.
To sliko je leta 1911 dokumentiral Hofstede de Groot, ki je zapisal;
508. BAZEN V GOSDU. Sm. 306. Stoječi ribnik, pokrit s cvetočimi lokvanji in drugimi rastlinami, se razprostira od središča do dna. Na obeh straneh bukve in hrasti odsevajo v vodi. Desno v ospredju stoji velik suh hrast, spredaj pa odmrla bukev, levi del v vodi. Tri race poletijo v grmovje, ko se približajo človeku, ki ga vidimo v daljavi. To je čisto izvrstna slika, vendar je skoraj vsa zelena barva listja zbledela [čez čas]. Podpisano v celoti na levi strani; platno, 29 palcev krat 39 1/2 palcev. Pridobila ga je cesarica Katarina II. Rusije. V palači Ermitaž, Sankt Peterburg, katalog 1901, št. 1136; tam je bilo leta 1835 (Sm., ki ga je ocenil na 450 funtov).
Ta prizor je zelo podoben drugim slikam, ki jih je Ruisdael naredil v tem obdobju in so pogosto služile kot navdih kasnejšim slikarjem krajine.
- Galerija slik starih mojstrov, Dresden
- Städel
- Kimbell Art Museum

Ta slika je bila razstavljena v Haagu (razstava Jacoba van Ruisdaela) v Koninklijk Kabinet van Schilderijen Mauritshuis od 1. oktobra 1981 do 3. januarja 1982.